# Sonderlager Ostaschkow
Das Sonderlager Ostaschkow (russisch Осташковский спецлагерь – Ostaschkowski spezlager) war ein Internierungslager für polnische Kriegsgefangene, das die sowjetische Geheimpolizei NKWD in der Anfangszeit des Zweiten Weltkrieges von Ende September 1939 bis Juli 1940 im ehemaligen Nilow-Kloster auf einer Insel im Seligersee unweit der Kleinstadt Ostaschkow in Nordwestrussland betrieben hat. Rund 6.300 Häftlinge aus Ostaschkow, überwiegend Polizeibeamte, wurden zeitgleich zu den Massakern von Katyn und Charkow im April und Mai 1940 in Kalinin erschossen und anschließend in einem Wald in der Nähe des Dorfes Mednoje verscharrt. Während das Massaker von Katyn bereits 1943 nach Entdeckung der Massengräber weltweit bekannt wurde, erfuhr die Öffentlichkeit vom Schicksal der Gefangenen von Ostaschkow erst 1990 während der Perestroika in der Sowjetunion.

## Vorgeschichte
Das im 16. Jahrhundert erbaute Nilow-Kloster wurde nach der Machtergreifung der Bolschewiki in der „Oktoberrevolution“ enteignet. 1927 wurde es zu einem Arbeitslager für minderjährige Kriminelle umfunktioniert, 1928 mussten die letzten Mönche den Gebäudekomplex verlassen.

## Kriegsgefangenenlager
Am 19. September 1939 befahl der Volkskommissar für Innere Angelegenheiten, Lawrenti Beria, dem Leiter der neueingerichteten „Verwaltung für Kriegsgefangene und Internierte“ des NKWD (UPWI), Piotr Soprunenko, insgesamt acht Lager für polnische Kriegsgefangene einzurichten, die sich seit dem Einmarsch der Roten Armee in Ostpolen am 17. September infolge des Ribbentrop-Molotow-Paktes in sowjetischer Hand befanden. Drei Lager wurden zu Sonderlagern erklärt, in denen insgesamt rund 15.000 Offiziere und Fähnriche der polnischen Streitkräfte, Justiz- und Polizeibeamte sowie Grundbesitzer aus Ostpolen als „politisch gefährliche Personen“ einer genauen Überprüfung unterzogen werden sollten: Koselsk, Starobelsk und Ostaschkow. Die sowjetischen Behörden unterrichteten das Internationale Rote Kreuz von der Einrichtung der Lager, doch ließ der NKWD keine Inspektionen zu.
Die ersten Gefangenen trafen in den drei Sonderlagern Ende September 1939 ein. Da nicht ausreichend Schlafgelegenheiten vorhanden waren, musste ein Teil von ihnen auf dem Boden nächtigen. In mehreren Häusern wurde schichtweise geschlafen. Bäder und Wäschereien waren nicht betriebsbereit. In den Küchen mangelte es an Geschirr und Besteck, auch funktionierte die Wasserversorgung schlecht. Beim Essen wurden die vorgeschriebenen Mengen pro Kopf nie erreicht. In einem Bericht an Beria über eine interne Inspektion in Ostaschkow wurden Chaos, Korruption, Kriminalität sowie schwere Versorgungsmängel gerügt. Die Gefangenen mussten an den Stellen, an denen das Gelände des ehemaligen Klosters nicht von einer Mauer umgeben war, einen zweieinhalb Meter hohen Zaun ziehen, der durch Stacheldraht verstärkt wurde. Auch mussten sie mit Sandsäcken den Damm verstärken, über den die Straße vom Lager zum Festland führte.
Das Sonderlager durchliefen bis zum Frühjahr 1940 insgesamt fast 16.000 polnische Kriegsgefangene. Die Sterblichkeitsrate war im Vergleich zu anderen sowjetischen Lagern gering: Bis Ende Mai 1940 starben im Lagerbezirk 41 kriegsgefangene Polen. Einmal im Monat durften die Gefangenen Briefe schreiben, als Adresse mussten sie „Gorki-Erholungsheim, Postfach 37“ angeben. In allen drei Lagern organisierten die Gefangenen Sprachkurse, besonders gefragt war Russisch, sowie Abendvorträge, bei denen die Wissenschaftler unter ihnen aus ihren Fachgebieten berichteten.  Großen Raum nahmen die Unterhaltungs- und Schulungsprogramme der Politruks des NKWD ein, bei denen auch sowjetische Spiel- und Dokumentarfilme gezeigt wurden.
Der NKWD versuchte bei den Befragungen der Gefangenen, Informanten zu gewinnen. Soprunenko meldete an Beria, dass sich in Ostaschkow 103 der Polen bereit erklärt hätten, über ihre Kameraden zu berichten. Im Rahmen ihrer Ausbildung nahmen Kursanten der NKWD-Akademie an den Befragungen teil.

## Exekution der Polen
Am 5. März 1940 akzeptierte das Politbüro unter Stalin eine Vorlage von Beria, in der dieser die Erschießung der polnischen „Konterrevolutionäre“ empfahl. Davon betroffen waren rund 6.300 der Lagerinsassen von Ostaschkow. 112 Personen waren zur weiteren Befragung in das Lager Juchnow rund 150 Kilometer südwestlich von Moskau gebracht und entgingen auf diese Weise der Exekution. Ein NKWD-Dossier vom 1. April 1940 führte sämtliche Gefangenen nach Beruf und Dienstgrad auf, u. a.: 48 Offiziere und 72 Unteroffiziere sowie Mannschaftssoldaten der polnischen Streitkräfte; 240 Offiziere, 775 Unteroffiziere und 4924 einfache Beamte der Polizei und Gendarmerie; 189 Gefängniswärter; 9 Späher und Provokateure (sic!), 5 Geistliche.
Die große Mehrheit, für die die Exekution vorgesehen war, wurde in insgesamt 23 Transporten vom 5. April bis 14. Mai in Gruppen von meist 200 bis 300 Personen mit einem Gefängniszug nach Kalinin gebracht und dort im Keller des NKWD-Sitzes erschossen. Für die Organisation des Transportes und die Beseitigung der Leichen war der örtliche NKWD-Kommandant, Major Dmitri Tokarjew, verantwortlich. Die Exekutionen führte ein eigens aus Moskau angereistes Kommando unter dem Befehl des NKWD-Majors Wassili Blochin durch.
Die Leichen wurden in einem Wald unweit der 30 Kilometer nordwestlich gelegenen Ortschaft Mednoje in Massengräbern verscharrt. Blochin hatte zu diesem Zweck bei örtlichen Betrieben Bulldozer und Planierraupen vorübergehend beschlagnahmen lassen; deren Fahrer waren mit ihm aus Moskau gekommen.
35 der NKWD-Offiziere und -Soldaten, die an der Vorbereitung und Durchführung der Exekution der Polen aus Ostaschkow in Kalinin beteiligt waren, erhielten wegen der „Erfüllung außerordentlicher Aufgaben“ Geldprämien und Orden.

## Weitere Nutzung
Am 9. Juni 1940 teilte die Lagerverwaltung der NKWD-Zentrale in Moskau mit, dass bis zu 8.000 neue Gefangene aufgenommen werden könnten. Nach dem deutschen Angriff auf die Sowjetunion am 22. Juni 1941 („Unternehmen Barbarossa“) beherbergte der Gebäudekomplex ein Lazarett der Roten Armee. Auch wurden hier zwischenzeitlich deutsche Kriegsgefangene interniert.
Im Herbst 1944 bekam das Lager die Nummer 45, es war nun internierten Offizieren der antisowjetischen polnischen Untergrundarmee AK vorbehalten. Insgesamt wurden dort bis nach Kriegsende rund 3300 Polen, darunter etwa 300 Frauen, gefangen gehalten.
Von 1945 bis 1960 befanden sich in dem ehemaligen Kloster wieder ein Lager für kriminelle Minderjährige sowie ein Waisenhaus. Von 1960 bis 1971 war es ein Altenheim. 1971 erhielt eine staatliche Tourismusagentur die Verfügungsgewalt über die Gebäude und richtete dort eine „Touristenbasis“ ein. 1990 wurden sie der Russisch-Orthodoxen Kirche zurückübertragen.

## Aufklärung
Die Suche nach den in den Sonderlagern Koselsk, Ostaschkow und Starobelsk internierten polnischen Offiziere und Fähnriche, Polizisten und Beamten und Offizieren beschäftigte die polnische Exilregierung in London, seitdem ihr aus dem besetzten Polen gemeldet worden war, dass die Korrespondenz zwischen den Gefangenen und ihren Angehörigen im Frühjahr 1940 abgebrochen sei. Während mit der Bekanntgabe der Entdeckung der Massengräber von Katyn seit April 1943 durch die Deutschen Klarheit über den Verbleib der Gefangenen von Koselsk herrschte, blieb das Schicksal der Lagerinsassen von Ostaschkow und Starobelsk ungeklärt. Die sowjetische Propaganda versuchte, durch falsche Zahlenangaben den Eindruck zu erwecken, diese seien ebenfalls im Wald von Katyn erschossen worden, und zwar im Spätsommer 1941 durch die Deutschen.
Am 20. Juli 1957 behauptete ein Sensationsbericht der deutschen Illustrierten „7 Tage“, die Lage der Gräber der vermissten Polen sei ermittelt worden: Aus der Dokumentation eines NKWD-Offiziers namens Tartakow, die die Deutschen im Krieg erbeutet hätten und die danach in die Hände der US-Amerikaner geraten sei, gehe hervor, dass die Opfer aus dem Lager Starobelsk in Dergatschi bei Charkow (siehe Pjatychatky) und die aus Ostaschkow bei Bologoje 180 Kilometer nordwestlich von Kalinin verscharrt worden seien. Der Tartakow-Bericht, der auch in die Katyn-Literatur als echtes Dokument einging, wurde indes von Experten der polnischen Emigration, darunter der Schriftsteller Józef Mackiewicz, als Fälschung bezeichnet.
Die Zensurbehörde der Volksrepublik Polen verfügte, dass die Gefangenen der drei Lager als „Internierte“  bezeichnet werden, die 1941 von den „Hitleristen“ im Wald von Katyn erschossen worden seien.
Dass die Massengräber der Gefangenen des Sonderlagers Ostaschkow sich bei Mednoje befinden, wurde erst durch Recherchen der russischen Menschenrechtsorganisation „Memorial“ bekannt. 1989 hatten Mitarbeiter von „Memorial“ nach Hinweisen aus der Bevölkerung heimlich Probegrabungen in dem Waldstück durchgeführt, das zu einem abgesperrten Gelände des KGB gehörte, und 1990 darüber Berichte publiziert. Die Opfer werden auf der offiziellen polnischen „Liste von Katyn“ (Lista Katyńska) geführt, die ebenfalls die bei Charkow erschossenen polnischen Offiziere aus dem Sonderlager Starobelsk einschließt.
Am 13. April 1990 veröffentlichte die sowjetische Nachrichtenagentur TASS ein Kommuniqué, nach dem Beria und sein Stellvertreter Merkulow für die an den Insassen der Sonderlager Koselsk, Ostaschkow und Starobelsk verübten „Untaten“ (злодеяния) die Verantwortung trügen. Der Inhalt des Kommuniqué war zuvor von KP-Generalsekretär Michail Gorbatschow genehmigt worden. Erst am 14. Oktober 1992 überreichte ein Emissär des russischen Präsident Boris Jelzin vor dessen Staatsbesuch in Warschau seinem Gastgeber Lech Wałęsa Faksimile von Dokumenten über das Schicksal der polnischen Gefangenen aus den drei Sonderlagern, darunter die Vorlage Berias vom 5. März 1940 mit den Unterschriften Stalins und anderer Mitglieder des Politbüros.
Vom 14. bis 20. März 1991 befragte die sowjetische Hauptmilitärstaatsanwaltschaft Dmitri Tokarjew, den früheren NKWD-Kommandanten von Kalinin, zu Transport und Exekution der Gefangenen aus Ostaschkow. Tokarjew, der nur als Zeuge befragt wurde, erklärte, er sei an den Exekutionen nicht beteiligt gewesen. Das Protokoll der Befragungen erschien 1994 in polnischer Übersetzung.
2019 ließen die Behörden am Gebäude der Medizinischen Universität, dem ehemaligen NKWD-Sitz von Kalinin, die Gedenktafeln für die erschossenen polnischen Kriegsgefangenen sowie für russische Opfer des Stalinschen Terrors entfernen; begründet wurde die Maßnahme mit angeblichen Zweifeln an den Informationen, dass in dem Gebäude Erschießungen stattgefunden hätten.